# العودة إلى الاتحاد السوفياتي
العودة إلى الاتحاد السوفياتي (بالإنجليزية: Back in the U.S.S.R) أغنية لفريق الروك الإنجليزي البيتلز وهي المقطع الأول على الألبوم المزدوج عام 1968 «البيتلز The Beatles» (المعروف أيضًا باسم «الألبوم الأبيض White Album»). كتبها بول مكارتني ونسبت إلى شراكة لينون ومكارتني في 22 - 23 أغسطس 1968، الأغنية عبارة عن محاكاة ساخرة لأغنية تشاك بيري «العودة إلى الولايات المتحدة Back in the U.S.A». و«بنات كاليفورنيا California Girls» لفريق بيتش بويز. يعبر الراوي عن ارتياحه لعودته إلى الوطن في الاتحاد السوفيتي (اتحاد الجمهوريات الاشتراكية السوفياتية).

## طاقم العزف والتسجيل
بول مكارتني: غناء - غناء مساند - بيانو - جيتار كهربائي - جيتار باس - طبول - تصفيق - إيقاع
جون لينون: غناء مساند - جيتار كهربائي - جيتار باس - طبول - تصفيق - إيقاع
جورج هاريسون: غناء مساند - جيتار كهربائي - جيتار باس بستة أوتار - طبول - تصفيق – إيقاع
سجل فريق البيتلز الأغنية من ثلاث قطع بعد أن غادر قارع الطبول وعضو الفريق رينجو ستار الفريق مؤقتًا، احتجاجًا على انتقادات مكارتني لقرع الطبول  والتوترات التي حدثت في الاستوديو أثناء جلسات تسجيل الألبوم الأبيض. بدلاً من رينجو أنشأ الفريق مسار طبول مركب من العديد من التسجيلات.

## خلفية الأغنية
بدأ بول مكارتني في كتابة الأغنية باسم «أنا أدعم المملكة المتحدة»، مستوحاة من حملة «أنا أدعم بريطانيا I'm Backing Britain»، والتي حظيت بدعم وطني واسع في يناير 1968، قبل شهر من مغادرة فريق البيتلز إلى الهند لإجراء دورة في التأمل التجاوزي. قام مكارتني بتغيير العنوان إلى «أنا أدعم اتحاد الجمهوريات الاشتراكية السوفياتية» حسب ما كتبه المؤلف إيان ماكدونالد، ثم تغير العنوان والموضوع مرة أخرى في محاكاة لأغنية تشاك بيري الناجحة «العودة إلى الولايات المتحدة». قال المغني وكاتب الأغاني الإسكتلندي دونوفان الذي انضم إلى فريق البيتلز في رحلتهم إلى الهند، «العودة إلى الاتحاد السوفيتي» كانت واحدة من الأغاني الصغيرة المضحكة التي كان مكارتني يعزفها بانتظام في الأشرم.
قال مكارتني، في مقابلة مع راديو لوكسمبورغ في نوفمبر 1968، إن الأغنية مستوحاة من أغنية تشاك بيري «العودة إلى الولايات المتحدة»، وأضاف: «لقد أحببت فكرة فتيات جورجيا والحديث عن أماكن مثل أوكرانيا كما لو كانت ولاية كاليفورنيا، هل تعلم؟ أنهم يحبوننا هناك في روسيا السوفيتية، على الرغم من أن الرؤساء في الكرملين قد لا يحبوننا».
قام مكارتني بتعديل كلمات حب الوطن في أغنية بيري إلى سياق سوفيتي. قال إنه كان ينوي أن يكون ذلك «محاكاة ساخرة» لادعاء المسافر الدولي الأمريكي النموذجي بأن «العودة إلى الوطن أفضل بكثير» وافتقادهم إلى وسائل الراحة العصرية في وطنهم. قال مكارتني إنه على الرغم من عدم وجود مثل هذه الكماليات في الاتحاد السوفياتي، فإن مسافره السوفيتي في الأغنية «سيظل فخورًا تمامًا مثل الأمريكيين».
تبدأ الأغنية وتنتهي بصوت طائرة نفاثة تهبط على المدرج. تظهر نفس الأصوات والمؤثرات جزئيًا خلال الأغنية وتمثل «رسمًا كاريكاتوريًا سمعيًا»، حسب ما كتب الناقد الموسيقي تيم رايلي. تشير الكلمات الافتتاحية إلى رحلة سيئة و«مروعة» لشخص عائد إلى الاتحاد السوفياتي من ميامي بيتش في الولايات المتحدة، على متن طائرة ركاب من طراز (BOAC). عزف مكارتني على البيانو الذي يقود الأغنية، مع لزمات الجيتار الرئيسية لهاريسون. تحكي الكلمات عن سعادة هذا المسافر عند عودته إلى الديار، حيث «الفتيات الأوكرانيات يخرجن ما بداخلي حقًا» و«تجعلني فتيات موسكو أغني وأصرخ». يدعو هؤلاء النساء المسافر: «تعال واجعل رفيقتك دافئة»، كما يدعونه إلى سماع صوت آلة البالالايكا ترن وتصدح.

## تسجيل الأغنية
كانت جلسات تسجيل ألبوم «البيتلز» (المعروفة أيضًا باسم «الألبوم الأبيض») مليئة بالتنافر بين أعضاء الفريق، وأثناء التمرين على «العودة إلى الاتحاد السوفيتي»، في 22 أغسطس 1968، سئم رينجو ستار انتقادات مكارتني لقرع الطبول في الأغنية، والجو السيئ بشكل عام، وغادر الاستوديو عازمًا على ترك البيتلز إلى الأبد. واصل باقي أعضاء الفريق جلسة التسجيل التي عُقدت في ستوديوهات إيمي EMI (التي أصبحت فيما بعد ستوديوهات آبي رود Abbey Road Studios) في لندن. أشار مهندس التسجيل للفريق كين سكوت، فيما بعد، إلى أنهم أنشأوا «شريط تسجيل طبول مركب من الشرائط والقطع المختلفة» في غياب ستار. سجل الفريق خمس مقطوعات من اللحن الأساسي، يضم مكارتني على الطبول، وجورج هاريسون على الجيتار الكهربائي، وجون لينون على فندر باس. تم اختيار المقطوعة الخاكسة لتكون على الأسطوانة وذلك أثناء الأضافات الكثيرة على الأغنية، وفي 23 أغسطس، ساهم مكارتني وهاريسون أيضًا بعزف أجزاء من الجيتار الباس، وكلاهما أضاف أيضًا أجزاء الجيتار الرئيسي. وفقا للمؤلف جون وين، فإن أول الأضافات كانت البيانو، الذي عزف عليه مكارتني، وطبول هاريسون، لتحل محل جزء باس من عزف جون لينون من تسجيلات اليوم السابق؛ وجزء آخر للجيتار الكهربائي. بعد مزج هذه الإضافات إلى شريط واحد، غنى مكارتني صوتًا رئيسيًا، مستخدمًا ما وصفه بصوت «جيري لي لويس»، وأضاف لينون وهاريسون ومكارتني غناءًا داعمًا، بما في ذلك تناغم هارموني مثل أصوات فريق «بيتش بويز». أضاف الموسيقيون الثلاثة تصفيق اليدين، وأضافات أخرى تضمّنت مكارتني يعزف جيتار الباس، وهاريسون على جيتار الباس ذو الستة أوتار، ولينون يعزف على الطبلة الرنانة (snare drum). عزف هاريسون على الجيتار منفردًا في فترة انقطاع الآلات الأخرى عن العزف، بينما ساهم مكارتني في عزف نغمة فردية ذات نغمة عالية على المقطع الأخير. يصف ماكدونالد الترتيب الموسيقي بأنه «جدار صوت مدوي». بالنسبة لأصوات الطائرات التي تظهر في الأغنية فهي صوت فيكرز فيسكونت Viscount turboprop (هي طائرة ركاب بريطانية ذات محرك توربيني متوسط المدى) استخرجه سكوت من مخزن تسجيلات مكتبة (EMI).
بعد أن حث أعضاء الفريق الثلاثة زميلهم رينجو ستار على العودة، انضم ستار إلى الفريق في 4 سبتمبر للمشاركة في تصوير مقطع ترويجي لهم لأغنيتهم الفردية "مهلا جود". أثناء استراحة من التصوير، يتذكر مارك سيندن (الذي ظهر في الفيلم) أن لينون كان يعزف أغنية عنوانها " ذهب الجميع "واو Everyone went 'Wow" على جيتاره الأكوستيك.... وبدأ التصوير قبل أن نتمكن من اسأله: "ما هذا الذي تعزفه"، وعندما صدرت أغنيته هذه لاحقًا، أدركنا أنها «العودة إلى الاتحاد السوفيتي».

## إصدار الأغنية
أصدرت شركة آبل للتسجيلات ألبوم فريق البيتلز المسمى «البيتلز» وعلى رأسه الأغنية الافتتاحية «العودة إلى الاتحاد السوفيتي» في 22 نوفمبر 1968، وصوت هبوط الطائرات النفاثة في نهاية الأغنية ينخفض تدريجياً لتبدأ الأغنية التالية، «عزيزي برودينس Dear Prudence»، وفي عام 1969 أصدرت شركة آبل أغنية «العودة إلى الاتحاد السوفيتي» كأغنية فردية في الدول الاسكندنافية وعلى وجه الاسطوانة الآخر أغنية رينجو ستار «لا تمر بي هكذا Don't Pass Me By». في عام 1973، بعد ثلاث سنوات من انفصال فريق البيتلز، تم تضمين الأغنية في الألبوم المزدوج للفريق "1967 - 1970" وهو ألبوم تجميعات، وكانت «العودة إلى الاتحاد السوفيتي» واحدة من ثلاثة أغاني فقط تمثل الألبوم الأبيض.
في 25 يونيو 1976، أصدرت شركة بارلوفون، في المملكة المتحدة، الأغنية كأغنية ترويجية لألبوم تجميع موسيقى الروك أند رول، وكان الجانب الآخر «الرقص والصراخ» مما يجعلها أول أسطوانة لشركة (EMI) تتضمن أغنية ليست من الحان الفريق، وبلغت الأسطوانة المركز 19 على قائمة أفضل الأغنيات الفردية في قوائم المملكة المتحدة، والمركز 11 في أيرلندا، والمركز 19 في السويد. أنتجت شركة (EMI) فيلمًا ترويجيًا للإصدار يتضمن لقطات لفريق البيتلز أثناء زيارة أمستردام في عام 1964 ومن جولتهم عام 1966 في ألمانيا الغربية. تم تضمين الأغنية فيما بعد في مجموعة «صندوق أغاني البيتلز الفردية box set» في ديسمبر 1982.

## استقبال الأغنية
كتب آلان سميث من مجلة «نيو ميوزيكال أكسبريس»: «قطعة رائعة من الإثارة الصارخة، وافتتاحية رائعة». كتبت صحيفة الموسيقى البريطانية الأسبوعية  «ريكورد ميرور»: «يبدأ الألبوم بأغنية أساسها الروك وبخلفية فولسيتو عنوانها» العودة إلى الاتحاد السوفياتي«تتعلق بسمات المرأة الروسية، جيتار هاريسون القوي يضيف عنصر موسيقى السول أيضًا»، وأضاف ديفيد جريفيث من نفس الصحيفة: «أنها أغنية افتتاحية بارعة تمامًا. الأغنية تؤدي إلى إرباك (سياسيًا واجتماعيًا) المستمع» العادي«الذي من المحتمل أن يكون عقله مرتبكًا تمامًا من كلمات الأغنية واستخدام موسيقى الروك وتأثيرات موسيقى فريق» بيتش بويز«لمدح الفتيات الروسيات.... وتظهر الرسالة أنه لا يوجد شيء بهذه البساطة كما يبدو، ويظهر عنف الإيقاع بشكل فعال. أن فريق البيتلز لم يكن ناعماً، أو متطرفاً للغاية، أو بعيداً جدًا عن أساسياته».
كتب الصحفي إد فوليامي (كاتب صحيفة الجارديان وصحيفة الأوبزرفر) مقالة بعنوان «بالنسبة للشباب السوفييتي، كان فريق البيتلز أول تمزق في الستار الحديدي» جاء فيها: يدعي الكاتب والناقد الروسي آرت ترويتسكي أن: «في الغرب الكبير السيئ، كان لديهم مؤسسات ضخمة أنفقت ملايين الدولارات في محاولة لتقويض النظام السوفيتي. وأنا متأكد من أن تأثير كل هذه المؤسسات التي عملت أثناء فترة الحرب الباردة الغبية كان أقل بكثير من تأثير فريق البيتلز». وشرح ميخائيل سافونوف من معهد التاريخ الروسي قائلاً: «لقد جرف جنون فريق البيتلز أسس المجتمع السوفييتي». ويقول عازف الروك الروسي ساشا ليبنيتسكي: «أتى لنا فريق البيتلز بفكرة الديمقراطية. بالنسبة للكثيرين منا، كانت هذه هي الثقب الأول في الستار الحديدي».
قال جيفري كانون، الصحفي بمجلة "بارتيزان ريفيو": "إن فريق البيتلز أظهر فشل في التفاعل مع جمهور موسيقى الروك المعاصر بالطريقة التي فعلها فريق رولينج ستونز في ألبومهم 1968 "المتسولين". من وجهة نظر كانون: "البيتلز قدموا الروك في بعض أغاني منتقاه مثل «العودة إلى الاتحاد السوفيتي» و"عيد ميلاد Birthday" و"هيلتر سكيلتر Helter Skelter". لكن هذه الانتقائية تجعلهم زائلين".
وصف جان وينر من مجلة رولينج ستون أغنية «العودة إلى الاتحاد السوفيتي» باعتبارها «المثال المثالي» لقدرة فريق البيتلز على الاقتباس من أعمال الآخرين وتوسيع المصطلح، ولكن... أيضًا لاختراقه والمضي قدمًا. وأضاف: «سيكون من السهل جدًا أن نقول إن أغنية «العودة إلى الاتحاد السوفيتي» محاكاة ساخرة، لأنها تعمل على مستويات أكثر من ذلك: إنها موسيقى الروك أند رول المعاصرة الرائعة».

## كلمات الأغنية
طرت من «ميامي بيتش» على خطوط «بي أو أيه سي» Flew in from Miami Beach BOAC  
لم أتمكن من النوم ليلة أمس Didn't get to bed last night
في الطريق كان الكيس الورقي على ركبتي On the way, the paper bag was on my knee
يا رجل، لقد كانت رحلة مروعة Man, I had a dreadful flight
لقد عدت إلى الاتحاد السوفياتي I'm back in the U.S.S.R
أنت لا تعرف كم أنت محظوظ يا فتى You don't know how lucky you are, boy
لقد عدت إلى الاتحاد السوفياتي Back in the U.S.S.R
كنت بعيدًا لفترة طويلة، بالكاد عرفت المكان Been away so long, I hardly knew the place
يا الهي، من الجيد العودة إلى الديار Gee, it's good to be back home
اترك تفريغ الحقائب حتى الغد Leave it 'till tomorrow to unpack my case
عزيزي، افصلي الهاتف Honey, disconnect the phone
لقد عدت إلى الاتحاد السوفياتي I'm back in the U.S.S.R
أنت لا تعرف كم أنت محظوظ يا فتى You don't know how lucky you are, boy
مرة أخرى في الاتحاد Back in the U.S
مرة أخرى في الاتحاد Back in the U.S
مرة أخرى في الاتحاد السوفياتي Back in the U.S.S.R
حسنًا، فتيات أوكرانيا تصرعني حقيقة Well, the Ukraine girls really knock me out
فإنهم يتفوقون على الغرب They leave the West behind
وفتيات موسكو تجعلني أغني وأصرخ And Moscow girls make me sing and shout
أن جورجيا دائمًا في عق.. عق .. عق .. عقلي That Georgia's always on my mi-mi-mi-mi-mi-mi-mi-mi-mind
اووه تعال Oh, come on
(فاصل عزف منفرد ثم إعادة المقطع السابق)
أوه، دعني أرى ما حول الجبال ذات القمم الثلجية إلى الجنوب Oh, show me round your snow-peaked mountains way down south
خذني إلى مزرعة والدك Take me to your daddy's farm
دعني أسمع صوت البالالايكا الخاصة بك تصدح Let me hear your balalaikas ringing out
تعال واجعل رفيقتك دافئة Come and keep your comrade warm
لقد عدت إلى الاتحاد السوفياتي (مرحبًا) I'm back in the U.S.S.R. (Hey)
أنت لا تعرف كم أنت محظوظ يا فتى You don't know how lucky you are, boys
لقد عدت إلى الاتحاد السوفياتي Back in the U.S.S.R
أوه، دعني أخبرك يا عزيزي Oh, let me tell you, honey
مرحبًا، لقد عدت، لقد عدت إلى الاتحاد السوفيتي Hey, I'm back, I'm back in the U.S.S.R
مرحبًا، من الجيد جدًا أن تكون في الديار Hey, it's so good to be home
نعم، مرة أخرى في الاتحاد السوفياتي Yeah, back in the U.S.S.R

## نسخ أخرى للأغنية
قام عدد 104 فنان بإصدار نسخهم الخاصة من أغنية «العودة إلى الاتحاد السوفياتي» ومنهم: تشابي تشيكر عام 1969 - التون جون في موسكو عام 1979 - بيلي جويل عام 1987 - فريق انمايتس عام 1987 - فريق ذي أنالوجز عام 2018 - فريق ذي جاديد هارتس كلوب عام 2021.

## وصلات خارجية
https://www.rbth.com/arts/329455-the-story-of-the-beatles-back-in-ussr العودة إلى الاتحاد السوفياتي
https://www.songfacts.com/facts/the-beatles/back-in-the-ussr العودة إلى الاتحاد السوفياتي
https://www.beatlesbible.com/songs/back-in-the-ussr/ العودة إلى الاتحاد السوفياتي
https://www.youtube.com/watch?v=nS5_EQgbuLc العودة إلى الاتحاد السوفياتي
https://www.youtube.com/watch?v=-ef7RrAIkDo العودة إلى الاتحاد السوفياتي
https://www.youtube.com/watch?v=_JbLsYoL3ug العودة إلى الاتحاد السوفياتي
https://www.youtube.com/watch?v=0Pig2jFbqwY العودة إلى الاتحاد السوفياتي
https://www.youtube.com/watch?v=3EFJIkqQ8I4 العودة إلى الاتحاد السوفياتي
https://www.youtube.com/watch?v=G7hkpe8XBKY العودة إلى الاتحاد السوفياتي
https://www.youtube.com/watch?v=BUWhlqItgus العودة إلى الاتحاد السوفياتي
https://www.youtube.com/watch?v=mJ9TLmE9qsM العودة إلى الاتحاد السوفياتي